# 拉克吕斯
拉克吕斯（法語：La Cluse）是法国上阿尔卑斯省的一个市镇，属于加普区。该市镇2009年时的人口为55人。

## 人口
拉克吕斯人口变化图示
| 数据来源：INSEE |